# Arpe (mythologie basque)
Pour les articles homonymes, voir Arpe.
Arpe joue un rôle important dans la mythologie basque. Il n'est un secret pour personne que de nombreuses cavernes servaient, dans des temps immémoriaux, d'habitation à des familles de bergers, surtout dans les pâturages d'altitude, et ce, jusqu'à une époque récente. Bien avant encore, elles étaient utilisées durant de longues périodes, par une population de chasseurs puis de bergers. C'est la raison pour laquelle on trouve tant de traces de foyers et d'habitations dans ces lieux.
Certains croient également que de nombreuses cavernes du Pays basque communiquent avec d'anciennes maisons grâce à des chemins souterrains empruntés par divers génies et les âmes des défunts.
Il existe un lieu très connu que l'on nomme Harpeko Saindua.

## Étymologie
Arpe signifie caverne, grotte en basque. 

## Sources et bibliographie
- José Miguel Barandiaran (trad. Olivier de Marliave, préf. Jean Haritschelhar, photogr. Claude Labat), Mythologie basque [« Mitología vasca »], Toulouse, E.S.P.E.R, coll. « Annales Pyrénéennes », 1989, 120 p. [détail des éditions] (ISBN 2907211056 et 9782907211055, OCLC 489680103)
- Claude Labat, Libre parcours dans la mythologie basque : avant qu'elle ne soit enfermée dans un parc d'attractions, Bayonne; Donostia, Lauburu ; Elkar, 2012, 345 p. (ISBN 9788415337485 et 8415337485, OCLC 795445010)
- Wentworth Webster (trad. Nicolas Burguete, postface Un essai sur la langue basque par Julien Vinson.), Légendes basques : recueillies principalement dans la province du Labourd [« Basque legends »], Anglet, Aubéron, 1er octobre 2005 (1re éd. 1879), 328 p. [détail de l’édition] (ISBN 2844980805 et 9782844980809, OCLC 469481008)
- Jean-François Cerquand, Légendes et récits populaires du Pays Basque : Recueillis dans les provinces de Soule et de Basse-Navarre, Bordeaux, Aubéron, 2006 (1re éd. 1876), 338 p. [détail de l’édition] (ISBN 2844980937 et 9782844980939, OCLC 68706678, lire en ligne)